# Jonathan Viera
Artikeln följer den spanska namnseden; faderns efternamn är Viera och moderns efternamn Ramos.
Jonathan Viera Ramos, född 21 oktober 1989, är en spansk fotbollsspelare som spelar för Las Palmas, på lån från Beijing Guoan.

## Karriär
I september 2014 gick Viera till belgiska Standard Liège. I december 2014 lånades Viera ut till Las Palmas fram till slutet av juni 2015. I juli 2015 värvades Viera av klubben på en permanent övergång.